# 綠短革單棘魨
綠短革單棘魨為輻鰭魚綱魨形目鱗魨亞目單棘魨科的其中一種，分布於西北太平洋日本海域，棲息深度25-30公尺，體長可達7.5公分，棲息在海草床，以藻類及螃蟹為食，生活習性不明。

## 扩展阅读
維基物種上的相關：綠短革單棘魨